# رومان دنت
رومان دنت (بالإنجليزية: Roman Dent)‏ هو مخرج أمريكي، ولد في 7 نوفمبر 1988 في ناشفيل في الولايات المتحدة.

## روابط خارجية
- رومان دنت على موقع IMDb (الإنجليزية)